# Pronephrium medogensis
Pronephrium medogensis är en kärrbräkenväxtart som beskrevs av Y. X. Lin. Pronephrium medogensis ingår i släktet Pronephrium och familjen Thelypteridaceae. Inga underarter finns listade.